# Laura Bergallo
Laura Bergallo (Rio de Janeiro, 1958) é jornalista, publicitária, editora e escritora brasileira, autora de diversos livros infanto-juvenis, além da biografia de Valeria Valenssa, entre outros.
Seu livro A Criatura recebeu o Prêmio Adolfo Aizen de 2006, da União Brasileira de Escritores, como melhor livro juvenil dos anos de 2004/2005.
Seu livro Alice no espelho venceu o Prêmio Jabuti 2007 na categoria literatura juvenil, e foi selecionado para o catálogo da 44th Bologna Children's Book Fair 2007.
Seu livro Operação Buraco de Minhoca foi escolhido pelo Programa Mais Cultura, do Governo Federal e da Biblioteca Nacional, para distribuição em bibliotecas e pontos de leitura brasileiros, e pelo Programa Nacional Biblioteca da Escola 2011 (PNBE 2011), para distribuição nas escolas federais, estaduais e municipais de todo o país.
Seu livro Jogo da Memória foi selecionado para a Bologna's Children Book Fair 2011, recebeu o selo Altamente Recomendável da FNLIJ(2011) e foi escolhido pelo Programa Nacional Biblioteca da Escola 2013 (PNBE 2013).
Seu livro O Fazedor de Borboletas foi selecionado para a Bologna's Children Book Fair 2014.

## Obras
Para Jovens
Livros Espíritas
- Uma História de Fantasmas (LerBem Editora, 2001 - Editora Lachatre, 2008) - publicado também nos EUA
- O Livrinho dos Espíritos (LerBem Editora, 2002 - Editora Celd, 2006) - publicado também na França e nos EUA
- O Evangelho Segundo o Espiritismo para Jovens (Editora Lachatre, 2009)- publicado também nos EUA

Outros
- Os Quatro Cantos do Mundo (infantil, Shogun-Arte, 1986)
- Um Trem para Outro Mundo (Editora Saraiva, 2002)
- Tem Um Elefante no Meu Quarto (Franco Editora, 2003)
- A Criatura (Edições SM, 2005)
- Alice no espelho, livro que conta a história de uma menina que passa por diversos problemas, como a anorexia nervosa e a bulimia, e que ganhou o Prêmio Jabuti 2007 (Edições SM, 2005)
- A Câmera do Sumiço (Editora DCL, 2007)
- Operação Buraco de Minhoca (Editora DCL, 2008)
- Supernerd - A Saga Dantesca (Editora DCL, 2009)
- Jogo da Memória (Escrita Fina Edições, 2010)
- Dom Quixote de La Plancha (Escrita Fina Edições, 2011)
- Teclando com o Além - O Chamado (Vida & Consciência, 2011)
- Cibermistérios e Outros Horrores (contos, Editora Rocco, 2011)
- O Fazedor de Borboletas (Escrita Fina Edições, 2013)
- O Filho do Reno (Escrita Fina Edições, 2013)
- A Revolta da Sucata (Editora Garamond, 2013)
- Um Conto Quadrado e Redondo (Escrita Fina Edições, 2014)

Obras Gerais
- Em Busca da Sombra - publicado no livro '13 Roteiros Mágicos', organizado por Luiz Carlos Maciel – Editora Booklink, 2002
- Deus, Imortalidade, Felicidade Trilogia de livros-presente em parceria com Gilberto Perez Cardoso - Editora Nossa Casa, 2013
- Valeria Valennsa - Uma Vida de Sonhos (biografia) -  Tinta Negra Bazar Editorial, 2015